# Alexander Dolgun
Alexander Michael Dolgun (* 29. September 1926 in New York City; † 28. August 1986 in Potomac) war ein US-amerikanischer Bürger und einer der wenigen Überlebenden des während der Stalinzeit berüchtigten Suchanowka-Gefängnisses.

## Leben
Alexander Dolgun wurde als Sohn des polnischen Einwanderers Michael Dolgun und seiner Frau Annie im New Yorker Stadtviertel Bronx geboren. 1933 ging sein Vater Michael Dolgun mit seiner Familie in die Sowjetunion, um dort in einer Autofabrik als Techniker zu arbeiten. Da ihm die sowjetischen Behörden verboten, das Land wieder zu verlassen, erlebte die Familie auch die Zeit des Großen Terrors.
Dolgun, der seit 1943 als Büroangestellter in der Moskauer US-Botschaft arbeitete, wurde Ende 1948 während einer Mittagspause überraschend vom MGB festgenommen. Der Spionage gegen die Sowjetunion beschuldigt, wurde er als politischer Häftling in der Lubjanka, in Lefortowo und in der Suchanowka interniert, wo er über ein Jahr lang unter Schlafentzug und Nahrungsverweigerung sowie körperlicher und psychischer Folter verhört wurde. Einen Monat kontinuierlichen Schlafentzugs überlebte Dolgun dabei nur, indem er es lernte, im Stehen zu schlafen, ohne sich dabei vom Wärter entdecken zu lassen. Um nicht das Schicksal anderer Suchanowka-Insassen zu erleiden, die ihren Verstand verloren, sofern sie die Folter überhaupt überlebten, lenkte er sich durch Gedankenspiele und Kopfrechnen ab, maß mit einfachsten Mitteln seine Zelle aus oder wanderte in Gedanken von Moskau quer durch Europa und über den Atlantik gen Amerika.
Schließlich wurde Dolgun zu 25 Jahren Gulag verurteilt und im kasachischen Dscheskasgan interniert. Zwischenzeitlich holte ihn der stellvertretende Minister für Staatssicherheit, Michail Rjumin, für einen Schauprozess nach Moskau zurück und führte die brutale Folterung höchstpersönlich fort, bis Dolgun diverse Verschwörungen gegen die Sowjetunion zugab. Nach politischen Verwerfungen wurde Dolgun zurück nach Dscheskasgan geschickt, wo er bis zu seiner Freilassung 1956 interniert blieb.
Danach ließ er sich in Moskau nieder, wo er jedoch keinen Kontakt zu US-Behörden aufnehmen durfte. Er erfuhr, dass auch seine Eltern gefoltert worden waren und seine Mutter schwer psychisch geschädigt blieb. Dolgun fand im sowjetischen Gesundheitsamt eine Anstellung als Übersetzer medizinischer Zeitschriften in das Englische. Zu der Zeit nahm er Kontakt zu anderen Gulag-Überlebenden auf, darunter Georg Tenno und Alexander Solschenizyn, der Teile seiner Lebensgeschichte für sein Buch Der Archipel Gulag verarbeitete.
Dolgun heiratete 1965 seine Frau Irene und wurde Vater eines Sohnes, Andrew. Nach dem Tod seiner Eltern konnte er 1971 dank der Bemühungen seiner 1946 aus der Sowjetunion geflohenen Schwester und des US-Botschafters das Land verlassen und kehrte zurück in die USA, nach Rockville, Maryland, wo er bei den National Institutes of Health arbeitete. 1975 veröffentlichte er zusammen mit Patrick Watson, ebenso ehemaliger Gulag-Insasse, seine Erfahrungen in den sowjetischen Straflagern (Alexander Dolgun’s Story: An American in the Gulag). Für die Zeit von 1949 bis 1956 erhielt er 1972 von der US-Botschaft eine Nachzahlung in Höhe von 22.000 Dollar, die er als „peanuts“ bezeichnete und zumindest eine reguläre Verzinsung einforderte. Aufgrund seiner stark angegriffenen Gesundheit starb Dolgun am 28. August 1986 mit 59 Jahren an Nierenversagen.

## Zitat
„Umso freudiger prügelt dann auch sein Stellvertreter Rjumin. Sein Arbeitsplatz ist die Suchanowka, das ‚Generals‘-Zimmer. Es ist rundherum in Nuss getäfelt, Seidenvorhänge umrahmen Vorhänge und Tür, ein großer Perserteppich dämpft die Schritte. Damit diese Pracht keinen Schaden nehme, wird für den zu Prügelnden über den Teppich eine schmutzige, blutbefleckte Matte ausgebreitet. Während der Exekution assistiert im ‚Generals‘-Zimmer kein einfacher Wärter, sondern ein Oberst. ‚So, so‘, beginnt Rjumin höflich und fährt zärtlich über den zwei Zoll starken Gummiknüppel, ‚die Probe auf Schlaflosigkeit haben Sie ehrenvoll bestanden (Al-der D. lernte es, im Stehen zu schlafen, und diese List half ihm, die Schlafmarter einen Monat lang durchzuhalten). – Nun wollen wir es mit dem Knüppel versuchen. Bei uns hält keiner mehr als zwei, drei Behandlungen aus. Hosen runter und hingelegt, auf die Matte!‘ Der Oberst setzt sich dem Opfer auf den Rücken. A. D. nimmt sich vor, die Schläge zu zählen. Er weiß noch nicht, wie das ist, ein Schlag auf den Ischiasnerv, wenn die Hinterbacken vom langen Hungern eingefallen sind. Man spürt’s nicht an der Schlagstelle – es sprengt einem den Schädel. Nach dem ersten Schlag verliert das Opfer vor Schmerz beinah die Besinnung, seine Nägel verkrallen sich in die Matte. Rjumin bemüht sich, präzise Schläge zu setzen. Der vollgefressene Oberst drückt den Liegenden nieder – gerade die passende Arbeit für drei große Sterne auf den Achselstücken! (Nach der Behandlung kann das Opfer nicht gehen, getragen wird es selbstredend auch nicht, sie schleifen es über den Boden. Bald schwellen die Hinterbacken an, dass die Hose nicht mehr zuzuknöpfen ist, doch Striemen bleiben fast keine zurück. Ein schrecklicher Durchfall ist das nächste, und auf dem Kübel in seiner Einzelzelle hockend, beginnt D. schallend zu lachen. Eine zweite Behandlung steht ihm noch bevor, dann eine dritte, die Haut wird platzen, und am Ende verliert Rjumin die Beherrschung und beginnt, auf den Bauch zu schlagen, bis die Bauchdecke aufbricht und die Gedärme aus dem riesigen Bruch hervorquellen; dann bringen sie den Häftling mit Peritonitis ins Krankenrevier der Butyrka und geben für eine Weile ihre Versuche auf, aus ihm den Anstand herauszuprügeln.)“